# Šárka Jelínková
Šárka Jelínková, rozená Janková, (* 24. ledna 1968 Bystřice pod Hostýnem) je česká politička a pracovnice v oblasti sociální péče, v letech 2016 až 2022 senátorka za obvod č. 76 – Kroměříž, od roku 2023 náměstkyně ministra práce a sociálních věcí, v letech 2016 až 2024 zastupitelka Zlínského kraje, od roku 2006 zastupitelka města Bystřice pod Hostýnem na Kroměřížsku (v letech 2006 až 2014 také radní města, 2018 až 2020 pak místostarostka města a 2020 až 2022 opět radní města). Členka KDU-ČSL, v letech 2019 až 2024 místopředsedkyně strany, v letech 2020 až 2022 předsedkyně Senátorského klubu KDU-ČSL a nezávislí.

## Život
V letech 1982 až 1986 vystudovala Gymnázium Holešov a později v letech 1989 až 1991 absolvovala nástavbové studium vychovatelství na Střední pedagogické škole v Boskovicích. Vysokoškolské vzdělání získala v letech 1991 až 1996 studiem oboru vychovatelství na Pedagogické fakultě Univerzity Palackého v Olomouci (získala titul Mgr.).
Pracovní kariéru začínala v letech 1986 až 1994 v Ústavu sociální péče na Hostýně, kde postupně pracovala jako nekvalifikovaná vychovatelka, zástupce vedoucího vychovatele a vedoucí vychovatelka. Mezi roky 1994 a 2000 pak působila jako vedoucí vychovatelka Domova pro osoby se zdravotním postižením Javorník ve Chvalčově a zároveň byla vedoucí vychovatelkou Okresního ústavu sociálních služeb Kroměříž. V letech 2000 až 2008 zastávala pozici vedoucí Domova pro osoby se zdravotním postižením Barborka v Kroměříži.
V letech 2008 až 2011 byla na rodičovské dovolené. K tomu od roku 2009 soukromě podniká v poradenství a konzultační činnosti. Od září 2011 je ředitelkou obecně prospěšné společnosti Centrum pro seniory Zahrada v Bystřici pod Hostýnem.
Šárka Jelínková žije v Bystřici pod Hostýnem na Kroměřížsku, s manželem Milanem Jelínkem a dcerou Johanou Jelínkovou.

## Politické působení
V roce 1991 vstoupila do KDU-ČSL. Ve straně působí od roku 2010 jako předsedkyně Okresního výboru KDU-ČSL v Kroměříži a od roku 2013 členka předsednictva Krajského výboru KDU-ČSL ve Zlínském kraji.
Do komunální politiky se pokoušela vstoupit, když v komunálních volbách v roce 2002 kandidovala za KDU-ČSL do Zastupitelstva města Bystřice pod Hostýnem na Kroměřížsku, ale neuspěla. Zvolena byla až ve volbách v roce 2006. Mandát zastupitelky města obhájila jako lídryně kandidátky KDU-ČSL ve volbách v roce 2010, 2014 i 2018. K tomu byla v letech 2006 až 2014 radní města a od roku 2018 byla 2. místostarostkou města. V červnu 2020 však na post neuvolněné místostarostky města kvůli časovému vytížení rezignovala, vzápětí se stala radní města. V komunálních volbách v roce 2022 kandidovala do zastupitelstva Bystřice pod Hostýnem ze 4. místa kandidátky subjektu „KDU-ČSL a nezávislí“. Vlivem preferenčních hlasů skončila první a obhájila mandát zastupitelky. Skončila však v pozici radní města.
V krajských volbách v roce 2000 kandidovala jako členka KDU-ČSL za Čtyřkoalici (tj. KDU-ČSL, US, DEU a ODA) do Zastupitelstva Zlínského kraje, ale neuspěla. Do krajského zastupitelstva se nedostala ani na samostatné kandidátce KDU-ČSL ve volbách v roce 2004 a 2012. Přesto v letech 2004 až 2012 působila jako členka Výboru sociálního a od roku 2012 je členkou Výboru pro nevládní organizace a neziskový sektor. Uspěla až ve volbách v roce 2016. Ve volbách v roce 2020 post krajské zastupitelky za KDU-ČSL obhájila.
Ve volbách do Poslanecké sněmovny PČR v roce 2002 kandidovala ve Zlínském kraji jako členka KDU-ČSL za Koalici KDU-ČSL, US-DEU, ale neuspěla. Do Sněmovny se nedostala ani ve volbách v letech 2006, 2010 a 2013, už na samostatné kandidátce KDU-ČSL.
Ve volbách do Senátu PČR v roce 2016 kandidovala za KDU-ČSL v obvodu č. 76 – Kroměříž. Se ziskem 16,94 % hlasů postoupila z prvního místa do druhého kola, v němž porazila poměrem hlasů 53,48 % : 46,51 % kandidáta hnutí ANO 2011 Jana Haška. Stala se tak senátorkou.
Na sjezdu KDU-ČSL v březnu 2019 byla zvolena první místopředsedkyní strany, na mimořádném sjezdu v lednu 2020 funkci obhájila. V říjnu 2020 se navíc stala předsedkyní Senátorského klubu KDU-ČSL a nezávislí, ve funkci nahradila Petra Šilara. Na sjezdu KDU-ČSL v dubnu 2022 funkci 1. místopředsedkyně strany neobhájila, když ji porazil Jan Bartošek. Nicméně byla následně zvolena řadovou místopředsedkyní strany.
Po sněmovních volbách v říjnu 2021 byla favoritkou na post ministryně práce a sociálních věcí za KDU-ČSL. Funkce se ale z rodinných důvodů vzdala.
Ve volbách do Senátu PČR v roce 2022 obhajovala za KDU-ČSL v rámci koalice SPOLU (tj. ODS, KDU-ČSL a TOP 09) mandát senátorky v obvodu č. 76 – Kroměříž. Mandát senátorky neobhájila, když se o 0,56 % hlasů nedostala do 2. kola volby, a skončila tak na 3. místě. V říjnu 2022 ji ve funkci předsedy Senátorského klubu KDU-ČSL a nezávislí vystřídal její stranický kolega Josef Klement.
Od února 2023 působí jako náměstkyně ministra práce a sociálních věcí Mariana Jurečky. V krajských volbách v září 2024 obhajovala mandát zastupitelky Zlínského kraje z pozice členky KDU-ČSL na kandidátce uskupení „K21 ZLÍNSKÝ KRAJ 21. STOLETÍ“ (tj. KDU-ČSL a hnutí Z21). Mandát se jí však obhájit nepodařilo. Po sjezdu strany v říjnu 2024 skončila ve funkci místopředsedkyně strany, když se rozhodla funkci vůbec neobhajovat.